# Любомировка (Снигирёвский район)
Любомировка (укр. Любомирівка, до 2016 г. — Красное Знамя) — посёлок в Снигирёвском районе Николаевской области Украины.
Основано в 1876 году. Население по переписи 2001 года составляло 620 человек. Почтовый индекс — 57360. Телефонный код — 5162.

## История
В 1946 году указом ПВС УССР посёлок первого отделения совхоза «Красное Знамя» переименован в Красное Знамя.

## Местный совет
57360, Николаевская обл., Снигирёвский р-н, пос. Любомировка, ул. Чапаева, 5